# Carolyn Schuler
Carolyn Jane Schuler (San Francisco, 5 de janeiro de 1943 – 22 de julho de 2024) foi uma nadadora norte-americana. Ganhadora de duas medalhas de ouro nos Jogos Olímpicos de Roma em 1960.

## Morte
Schuler morreu no dia 22 de julho de 2024, aos 81 anos.